# Carucedo
Carucedo – gmina w Hiszpanii, w prowincji León, w Kastylii i León, o powierzchni 35 km². W 2011 roku gmina liczyła 655 mieszkańców.